# Fabronia matsumurae
Fabronia matsumurae är en bladmossart som beskrevs av Bescherelle 1899. Fabronia matsumurae ingår i släktet Fabronia och familjen Fabroniaceae. Inga underarter finns listade i Catalogue of Life.